# Barthélemy de Donadieu de Griet
Pour les articles homonymes, voir Donadieu.
Barthélémy de Donadieu de Griet (né le 22 avril 1592 à Montesquieu-Volvestre et mort le 12 novembre 1637 à Alan), ecclésiastique, fut évêque de Comminges de 1625 à 1637.

## Biographie
Barthélemy de Griet nait dans le diocèse de Rieux à Volvestre. Il est le fils de Ferriol de Griet de Montesquieu-Volvestre et de Jeanne de Donadieu, fille de Jean de Donadieu et de Jeanne d'Hautpont. Elle est donc la sœur des futurs évêques et homonymes François de Donadieu d'Auxerre et François de Saint-Papoul. Il fait ses études à Toulouse sous la direction de son oncle maternel François de Donadieu, abbé Saint-Hilaire et futur évêque de Saint-Papoul et de son oncle paternel bénédictin à l'abbaye de la Daurade de Toulouse.
Il quitte Toulouse pour Paris en 1610 et de là effectue un Grand Tour en Italie. Il visite la tombe de Charles Borromée, Notre-Dame de Lorette, le monastère du Mont-Cassin, Naples et Rome. 
Revenu en France par Marseille en 1613 il visite ensuite Amsterdam. 
À son retour ses oncles maternels religieux lui demandent de reprendre le nom et les armoiries de leur frère Pierre de Donadieu mort célibataire et gouverneur d'Angers en 1605. Mais désormais fixé à Paris, il devient l'ami de Pierre de Bérulle et il prend l'habit religieux lui aussi le 11 octobre 1624. À la même époque son oncle François de Donadieu souhaite se rapprocher de son frère l'évêque de Saint-Papoul et de sa sœur et obtient la permutation de son siège d'Auxerre avec l'évêque de Comminges en place Gilles de Souvre qui souhaite lui se rapprocher de la cour.
Il tombe toutefois malade et propose que l'on lui substitue son neveu Barthélemy. Ce dernier préfèrerait ne pas « revenir dans le siècle » mais sur l'insistance de son oncle qui se déclare près à devenir son vicaire général et de ses amis Bérulle et Charles de Condren il accepte, est ordonné prêtre à la Pentecôte 1625, il est consacré par son oncle évêque émérite d'Auxerre et prend possession de son diocèse par procuration le 15 décembre 1626 et en personne en avril 1627.
La région qui a été dévastée par les conflits religieux et la famine est désolée. C'est en visitant sa cathédrale  et la collégiale de Saint-Gaudens qu'il fait la connaissance de Hugues de Labatut l'archidiacre du Pays d'Aure qui va devenir son ami, son collaborateur et son futur successeur.  
Les hivers rigoureux 1626, 1628 et 1634 altèrent la santé du prélat qui sera désormais un homme malade. Il se rend encore à Paris en 1635 et à Toulouse en 1637 mais il rechute et meurt dans sa résidence épiscopale de campagne en novembre 1637. 
En 1639, Étienne Molinier rédigea et publia le livre  "Histoire de la vie et mort de Messire Barthélemy de Donadieu de Griet, évêque de Comenges".